# DVD-R DL
Il DVD-R DL è un tipo di disco ottico a due strati (Dual Layer) della capacità di 8,5 GB. Conosciuto anche come DVD-R9, è un formato di disco ottico derivato dal DVD-R.
Tale disco può essere letto da molti lettori DVD (da tavolo e da PC) e può essere scritto esclusivamente da masterizzatori compatibili con DVD±R DL. Le caratteristiche tecnologiche dei DVD-R DL sono tali per cui per assicurare la compatibilità con i lettori DVD-Video da tavolo i driver sono stati progettati in modo che i dati da masterizzare vengano distribuiti equamente sui due strati (layer) del disco. Ma questa è una contraddizione con la natura sequenziale della masterizzazione DVD, e per risolverla il DVD Forum sotto la guida della Pioneer ha dovuto sviluppare una tecnologia conosciuta come LJR (Layer Jump Recording) che registra in modo incrementale le sezioni più piccole di ogni strato per mantenere la compatibilità con i DVD-ROM.